# Caroline Codsi
Caroline Codsi est une femme d'affaires canadienne née le 14 novembre 1967 à Beyrouth,. Elle a fondé l'organisme à but non lucratif La Gouvernance au Féminin (LGAF), et le préside depuis 2010 dans le but de soutenir l'accession des femmes à des postes décisionnels et à des sièges dans des conseils d'administration, ainsi que de promouvoir la parité,. Elle se distingue au Canada et à l'international, notamment en se hissant au top 100 des Canadiennes les plus influentes du monde des affaires, établi par le Women's Executive Network en 2015 ou en remportant le prix Leader of the Decade for Diversity and Inclusion, décerné par le Women Economic Forum de New Delhi en 2018.

## Biographie

### Jeunesse et formation
Caroline Codsi est née le 14 novembre 1967 à Beyrouth dans une famille chrétienne de commerçants libanais. Elle a 7 ans lorsque les premiers affrontements civils de la guerre du Liban les amènent à fuir le pays,. S'ensuit alors une série de va-et-vient entre le Liban, la France et le Canada, jusqu'à ses 17 ans où Caroline Codsi part étudier en langues et civilisations étrangères à l'université Paris-VII.
Une fois son diplôme complété en 1990, elle rejoint le reste de sa famille au Canada et entreprend un certificat en ressources humaines à HEC Montréal,. En 2014, elle complète sa formation avec le programme de l’Institut des administrateurs de sociétés à l'Université McGill.

### Carrière et féminisme
Dès son retour au Canada en 1990, Caroline Codsi occupe des postes à responsabilités dans des entreprises telles que PricewaterhouseCoopers, Bell Canada, Solutions Mieux-être LifeWorks (anciennement connu sous le nom de Morneau Shepell). À compter de 2009, elle occupe des postes de vice-présidence pour l'Est du Canada chez Knightsbridge, puis chez Cira Services Médicaux,.
Tandis que Caroline Codsi gravit les échelons, ses convictions féministes se renforcent à mesure qu'elle constate « trop souvent être la seule femme à la table des décisions, toujours aux prises avec des hommes blancs plus ou moins intéressés par ce qu'elle peut dire »,. En 2010, ces inégalités la poussent à fonder l'organisme à but non lucratif La Gouvernance au Féminin (LGAF), avant de s'y consacrer entièrement à partir de 2017, lorsqu'est mise sur pied la Certification Parité,.

## La Gouvernance au Féminin

Logo de La Gouvernance au Féminin.

### Création et mandat
En mai 2010, Caroline Codsi crée l'organisme à but non lucratif La Gouvernance au Féminin (LGAF) afin de soutenir et de promouvoir l'égalité des femmes et des hommes,. Elle s’appuie alors sur des études chiffrées, concernant la faible proportion de femmes dans les conseils d'administration et la haute direction, le plafond de verre ou les inégalités de revenus salariaux,.
Pour encourager le changement, l'organisme québécois sensibilise à la fois les milieux économiques et politiques en invoquant, entre autres, l'argument d'une meilleure rentabilité,,. LGAF remplit notamment sa mission grâce à l’organisation d’événements, un programme de formation en gouvernance en partenariat avec l’Institut sur la gouvernance d’organisations privées et publiques (IGOPP), un programme de mentorat pour exécutives et pour professionnelles, ainsi que sa Certification Parité,.

Sceau de la Certification Parité de La Gouvernance au Féminin.

### Certification Parité
En l'absence d'une loi canadienne semblable à la loi Copé-Zimmermann en France, Caroline Codsi et son équipe mettent en place une certification permettant de mesurer et incidemment, d'encourager le niveau de parité, de diversité et d'inclusion au sein des entreprises,,. Les partenaires Accenture, Mercer et WTW soutiennent l’équipe de La Gouvernance au Féminin (LGAF) dans l’évaluation des candidatures.

## Autres activités
- Conférencière en entreprises ou lors d'évènements ou séminaires internationaux, comme les programmes TEDx des conférences TED[20]
- Modératrice dans le cadre d'un entretien avec Marie-Jo Zimmermann, effectué lors du 3e Gala de La Gouvernance au féminin en 2017[14]
- Modératrice dans le cadre de 2 entretiens avec Hillary Clinton, effectués dans le cadre de sa tournée littéraire pour Ça s'est passé comme ça en 2017[21],[22]
- Modératrice dans le cadre d’un entretien avec Tamara Burke, organisé par The Human Resources Professionals Association (HRPA) en 2019
- Modératrice dans le cadre d'un entretien avec Randi Zuckerberg, organisé par la Chambre de commerce de Montréal métropolitain en 2019[23]
- Membre du Comité national de l'égalité des genres, nommée par Justin Trudeau en 2019[24]
- Membre du conseil d'administration du Musée des beaux-arts de Montréal, élue en 2020[25]
- Membre du conseil d'administration d'Alexa Translations, élue en 2020[26]
- Membre du conseil d'administration du Conseil du Patronnat du Québec (CPQ) en 2021[27]

## Distinctions
- 2010 : prix Femmes d’affaires du Québec dans la catégorie Bénévole fortement engagée, décerné par le Réseau des femmes d’affaires du Québec[28]
- 2011 : Trophée Femmes arabes dans la catégorie Professionnelle / femme de carrière, décerné par l’association Espace Féminin Arable (EFA)[29]
- 2014 : honorée par le magazine Canadian Immigrant à l'occasion de la journée internationale des femmes[30]
- 2014 : intronisée au top 20 des Personnalités de la diversité au Québec, publié par l'agence de presse Médiamosaïque[31]
- 2017 : prix Mercure du Leadership Germaine-Gibara dans la catégorie PME, décerné par la Fédération des chambres de commerce du Québec (FCCQ)[32],[2]
- 2018 : prix Leader of the Decade for Diversity and Inclusion du Women Economic Forum de New Delhi, décerné par la ALL Ladies League[5]
- 2020 : intronisée au top 100 des Entrepreneures qui changent le monde, publié par Femmessor[33]